# 八尾市立久宝寺中学校
八尾市立久宝寺中学校（やおしりつ きゅうほうじちゅうがっこう）は、大阪府八尾市久宝寺二丁目にある公立中学校。通称は「久中」。
八尾市の西部、久宝寺地区を校区としている。校区の大半は住宅地や中小工場地となっているが、農地も一部混在している。校区内には久宝寺寺内町や久宝寺緑地が含まれている。
体験学習を重視し、職業体験学習や地域清掃活動などを実施している。

## 沿革
- 1947年 - 久宝寺村立中学校として、久宝寺村立小学校（現・八尾市立久宝寺小学校）内に開設。
- 1948年 - 久宝寺村など2町3村の合併で八尾市が成立したことに伴い、八尾市立久宝寺中学校に改称。
- 1949年 - 現在地に校舎竣工、移転。

## 通学区域
- 久宝寺小学校と美園小学校の通学区域。

東大阪市立弥刀中学校校区のうち大阪中央環状線以東の区域（東大阪市友井5丁目6番）については、希望により久宝寺中学校への区域外就学が可能となっている。

## 交通
- 近鉄大阪線 久宝寺口駅 南へ約500m。
- JR西日本 関西本線（大和路線） 久宝寺駅 北へ約1.2km。